# 1923 en Suisse
Chronologie de la Suisse
- 1919
- 1920
- 1921
- 1922
- 1923
- 1924
- 1925
- 1926
- 1927

Chronologie de la Suisse
1922 en Suisse - 1923 en Suisse - 1924 en Suisse

## Gouvernement au1erjanvier 1923
- Conseil fédéral[1]:
  - Karl Scheurer PRD, président de la Confédération
  - Ernest Chuard PRD, vice-président de la Confédération
  - Jean-Marie Musy PDC
  - Heinrich Häberlin PRD
  - Giuseppe Motta PDC
  - Edmund Schulthess PRD
  - Robert Haab PRD

## Évènements

### Janvier
Jeudi 18 janvier 
- Le Conseil national approuve la participation de la Suisse à la restauration de l’économie autrichienne pour la somme de 20 millions de couronnes d’or.

### Février
Dimanche 18 février 
- Votations fédérales. Le peuple rejette, par 55 145 non (11,0 %) contre 445 606 oui (89,0 %), l’Initiative populaire « Arrestation des citoyens suisses qui compromettent la sûreté intérieure du pays ».`
- Votations fédérales. Le peuple rejette, par 93 892 non (18,5 %) contre 414 305 oui (81,5 %), l’arrêté fédéral ratifiant la Convention entre la Suisse et la France réglant les relations de commerce et de bon voisinage entre les anciennes zones franches de la Haute-Savoie et du Pays de Gex et les cantons suisses limitrophes, signée à Paris le 7 août 1921.

### Mars
Jeudi 29 mars 
- Conclusion d'une union douanière entre la Suisse et la principauté du Liechtenstein, associée avant la guerre à l’Empire austro-hongrois.

### Avril
Dimanche 15 avril 
- Votations fédérales. Le peuple rejette, par 467 876 non (73,2 %) contre 171 020 oui (26,8 %), l’Initiative populaire « pour la garantie des droits populaires dans la question douanière ».

 Lundi 23 avril 
- Décès à Oberstammheim (ZH), à l’âge de 73 ans, du juriste Eugen Huber, auteur du Code civil suisse.

 Mardi 24 avril 
- Bicentenaire de l’exécution du major Abraham Davel à Cully.

### Mai
Jeudi 10 mai 
- Assassinat de Vaslav Vorovsky, délégué à la conférence Lausanne, par Moritz Conradi, un Suisse qui avait souffert sous le régime soviétique en Russie.

 Vendredi 18 mai 
- Le Conseil fédéral décide la suppression progressive de l’assurance-chômage, en raison de l’amélioration de la situation économique.

### Juin
Dimanche 3 juin 
- Votations fédérales. Le peuple rejette, par 360 397 non (57,8 %) contre 262 688 oui (42,2 %), la révision constitutionnelle sur le régime des alcools.

 Samedi 30 juin 
- Réouverture du port de Petit-Huningue, à Bâle.

### Juillet
Mardi 24 juillet 
- Signature du Traité de Lausanne, établissant les frontières de la Turquie et reconnaissant la légitimité du régime d’Ankara.

### Août
Dimanche 19 août 
- Décès à Céligny (GE), à l’âge de 75 ans, du sociologue et économiste italien Vilfredo Pareto, ancien professeur à l’Université de Lausanne.

### Septembre
Vendredi 14 septembre 
- Lancement du Ciné-Journal Suisse, premières actualités cinématographiques de Suisse, filmées par une société privée.

 Samedi 15 septembre 
- Inauguration du Musée gruérien à Bulle (FR).

### Octobre
Mercredi 10 octobre 
- Décès à Orvin (BE), à l’âge de 72 ans, du peintre portraitiste et animalier Léo-Paul Robert.

 Samedi 13 octobre 
- Inauguration de la nouvelle École cantonale d'agriculture de Châteauneuf (VS).

### Novembre
Samedi 10 novembre 
- La France décide de supprimer les zones franches autour de Genève.

 Vendredi 16 novembre 
- Acquittement par un Tribunal vaudois, de Moritz Conradi, assassin de Vaslav Vorovsky. Après ce jugement, l’URSS rompt ses relations diplomatiques et commerciales avec la Suisse.

 Dimanche 25 novembre 
- Inauguration de la ligne ferroviaire des Centovalli, qui relie Locarno (TI) à Domodossola (Italie).

### Décembre
Jeudi 6 décembre 
- Le Conseil national décide la suppression de la distribution postale le dimanche.

 Jeudi 24 décembre 
- Décès à Ligornetto (TI), à l’âge de 54 ans, du peintre, sculpteur et critique d'art Carl Burckhardt.

 Samedi 26 décembre 
- Première édition de la Coupe Spengler, à Davos (GR).